# Poken

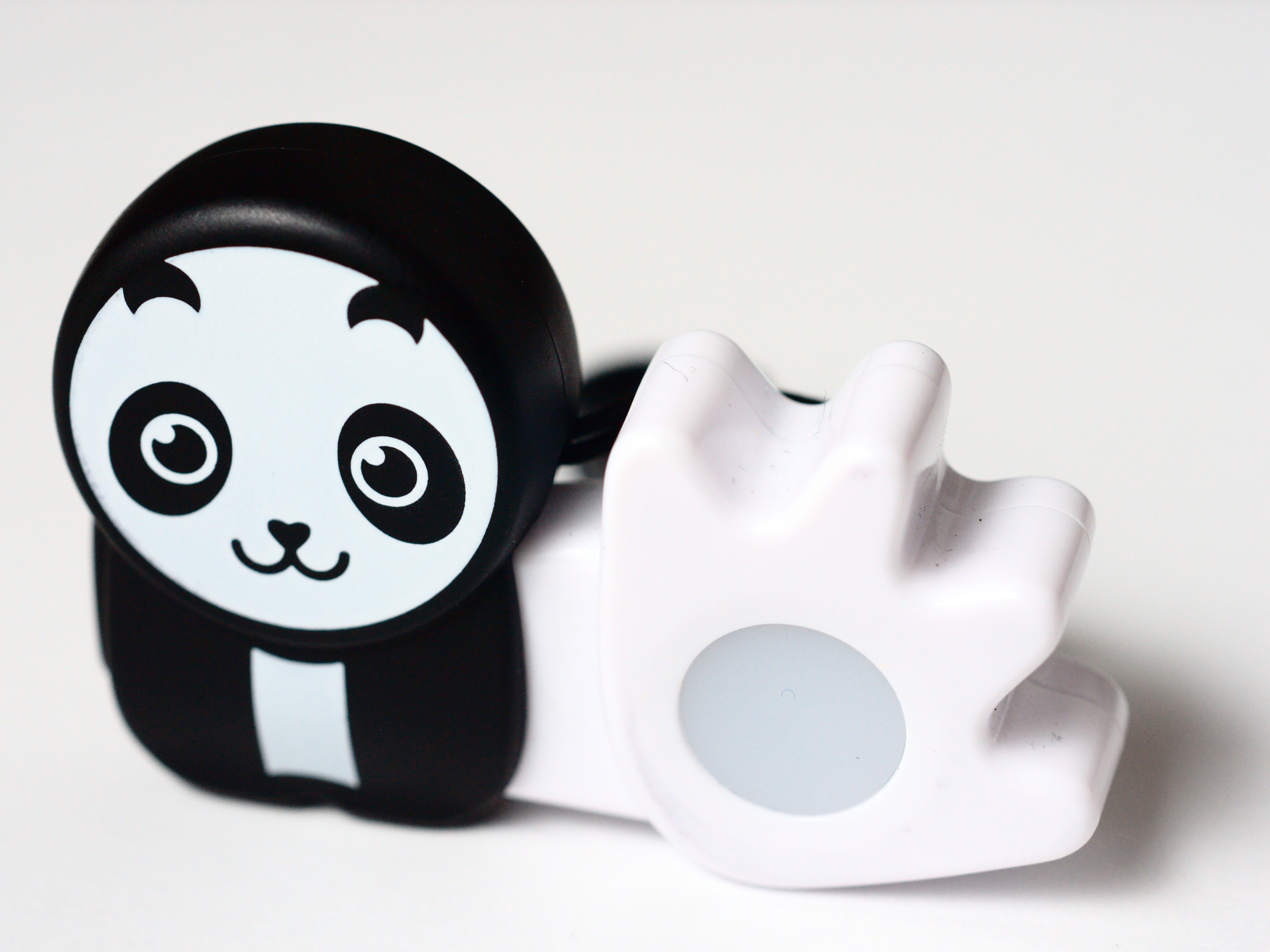
Poken

Poken — технология, которая использует технологию Near Field Communication (NFC) для обмена личными данными в социальной сети между двумя брелоками. Каждый участник обмена контактом должен иметь свой собственный poken-брелок. Личная информация обменивается через poken, как ‘социальная бизнес карта’, цифровая замена визитной карточке. Если два устройства коснутся друг друга, уникальные ID обменяются, что приведёт к обмену контактной информацией на веб-сайте Poken. Контактная информация загружается на веб-сайт Poken через встроенный в устройство USB разъём.
Кроме обычной для визитной карточки информации, Poken даёт возможность обмениваться ссылками на учётные записи в популярных социальных сетях. Такие как Twitter, Facebook, LinkedIn и более 40 других социальных сетей. Через веб-сайт Poken пользователь управляет и взаимодействует с накопленными контактами. Например, можно посмотреть на карте где проживает тот или иной знакомый.
Крупные корпорации BMW, IBM, Cisco и другие используют Poken во время конференций, для обмена в интерактивном режиме информацией и транспарантами презентаций в специальных социальных бизнес сетях.
Poken продаётся через сеть продавцов и веб магазин в более 40 странах. Раньше всего Poken появился в Южно-Африканской Республике, Нидерландах, Японии, Германии и хорошо известен в Соединённых Штатах Америки.

## История
Компания Poken S.A. основана в декабре 2007 в Lausanne, Switzerland, Stéphane Doutriaux. Основатель нашёл эту идею во время учёбы в MBA в IMD, в бизнес школе Lausanne. Разработку технологии он сделал в соавторстве с Berner Fachhochschule из университета прикладной науки в Biel, Switzerland. Проект стартовал в Июле 2008 и завершился в декабре того же года. Первый продукт получил название ‘Sparks’ и был представлен в Январе 2009. Poken S.A. запустил poken ‘Pulse’ (с 2 GB памяти) в Сентябре 2009.
Первоначальное название проекта было 'Poker' 'Token'. Но прижилось имя 'Poken'.

## Электроника
Электроника создана Art of Technology, Zurich. Первоначальные устройства использовали PIC микроконтроллер PIC18F14K50. Этот PIC имеет USB интерфейс. Устройство памяти реализовано программой на PIC. Закрытый протокол программного радио напрямую использует маленькую катушку. Частота передачи около 125 kHz. Радио передача шифруется 256 битным AES ключом. Основной чип называется теперь по-другому, хотя и выпущен MicroChip. Возможно это OEM версия того же чипа, но с экономией по питанию.

## Светская жизнь
В Августе 2009 года состоялась вечеринка в Сан Франциско в Америке посвящённая запуска продукта Poken

## Типичное использование
Типичные сценарии использования устройства:
1. Встретились два человека
2. Осуществили «рукопожатие» Poken так, чтобы катушки были более или менее напротив друг друга на близком расстоянии.
3. Оба Poken мигнули зелёными сигналами, дав понять, что обмен данными закончен.
4. Дома пользователи вставили Poken в USB порт.
5. Poken распознался как стандартный (только для чтения) диск.
6. Пользователь открыл HTML файлы с диска.
7. HTML файлы содержат страницу, которая переключает на веб-сайт Poken.
8. Веб-сайт определяет новую информацию и добавляет её к расписанию и в список контактов.

Пользовательская контактная карточка содержит информацию, которую пользователь раскрывает. Например URLs, мобильный номер, электронный адрес, физическое положение на карте. Так же возможно помещать ссылки на более чем 40 социальных сетей. Facebook, LinkedIn, Twitter, YouTube, Ning, и другие. Каждая социальная сеть представлена иконкой в контактной карточке пользователя. Требуется только одиночный клик, чтобы посмотреть пользователя в социальной сети. Этим самым можно «зафрендить» контакт или сделать что-то по соответствующему автоматическому правилу.
Контакты так же могут быть экспортированы из Poken в формат vCards или Apple Mail.